# Wrocławska Fontanna

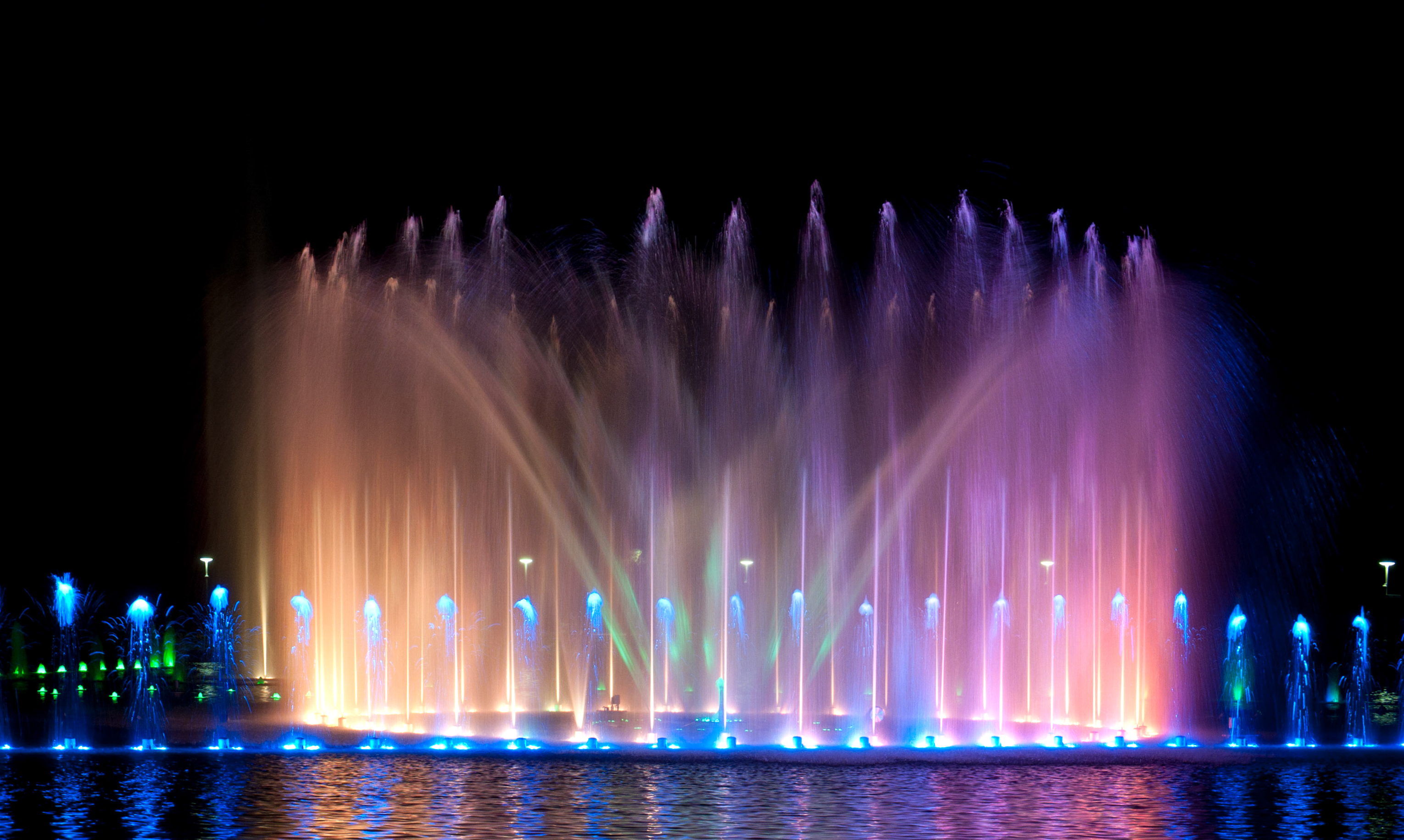
Wrocławska Fontanna

Wrocławska Fontanna (vertaling: De fontein van Wrocław) is een multimediafontein nabij de Hala Stulecia in Wrocław. Het is met een oppervlakte van ongeveer 1 hectare de grootste fontein in Polen en een van de grootste in Europa. De bouw kostte 20 miljoen zloty. De fontein werd geopend op 4 juni 2009.
De 300 spuitmonden worden verlicht door 800 lampen. In combinatie met (laser)projecties, muziek en eventueel vuurwerk worden 's zomers multimediashows gerealiseerd. 's Winters wordt de helft van de oppervlakte van de fontein gebruikt als ijsbaan.